# 431 (numero)
Quattrocentotrentuno (431) è il numero naturale dopo il 430 e prima del 432.

## Proprietà matematiche
- È un numero dispari.
- È un numero difettivo.
- È l'83º numero primo, dopo il 421 e prima del 433.
  - È un numero primo di Sophie Germain.
  - È un numero primo di Eisenstein.
- È un numero di Ulam.
- È parte della terna pitagorica (431, 92880, 92881).
- È un numero palindromo nel sistema di numerazione posizionale a base 13 (272).
- È un numero congruente.

## Astronomia
- 431P/Scotti è una cometa periodica del sistema solare.
- 431 Nephele è un asteroide della fascia principale del sistema solare.
- NGC 431 è una galassia lenticolare della costellazione di Andromeda.

## Astronautica
- Cosmos 431 è un satellite artificiale russo.